# Székely László (jogász)
Székely László (Budapest, 1958. március 15. –) magyar jogász, az ELTE Állam- és Jogtudományi Karának tanára, miniszteri biztos, az alapvető jogok biztosa.

## Pályafutása
Székely László 1982-ben szerzett diplomát az ELTE Állam- és Jogtudományi Karán. Még ebben az évben a polgári jogi tanszék tanára lett; 1990 óta a Kari Tanács tagja is. 1992-ben a Szerzői Jogi Szakértői Testület tagjává választották, és ugyanebben az évben a Fidesz környezetvédelmi kabinetjének jogi szakértője lett. 1996-ban az ORTT panaszbizottságának tagja, majd a győri Széchenyi István Egyetem Deák Ferenc Állam- és Jogtudományi Karának oktatója lett.
Az első Orbán-kormány idején a hágai Nemzetközi Bíróság Bős–nagymarosi vízlépcsővel kapcsolatos döntésének végrehajtásáért felelős kormánybiztosa volt. 2008-ban az ELTE Jogi Továbbképző Intézet igazgatójának nevezték ki. 2010. június 15-én ő lett az új polgári törvénykönyv előkészítését koordináló miniszteri biztos. Ez a megbízatása 2013. január 19-én véget ért, és másnaptól a határokkal osztott természeti erőforrások fenntartható használatáért felelős miniszteri biztosként folytatta a munkáját a Közigazgatási és Igazságügyi Minisztériumban.
2013. augusztus 8-án a köztársasági elnök Székelyt javasolta az alapvető jogok biztosának. A javaslat alapján szeptember 16-án az Országgyűlés hat évre megválasztotta Székelyt az alapvető jogok biztosává.
2021-ben jelent meg „A jó mostoha történetét még nem írták meg”: Babits Mihályné Török Sophie és Babits Ildikó peres aktái című kötete, amelyet eredetileg Vékás Lajos akadémikus 80. születésnapjára írt tisztelgésként.

## Kitüntetései
- 1995: Trefort Ágoston-emlékérem[1]
- 2012: Deák Ferenc-díj[6]
- 2017: Lippay-díj[7]